# Daniela Danz

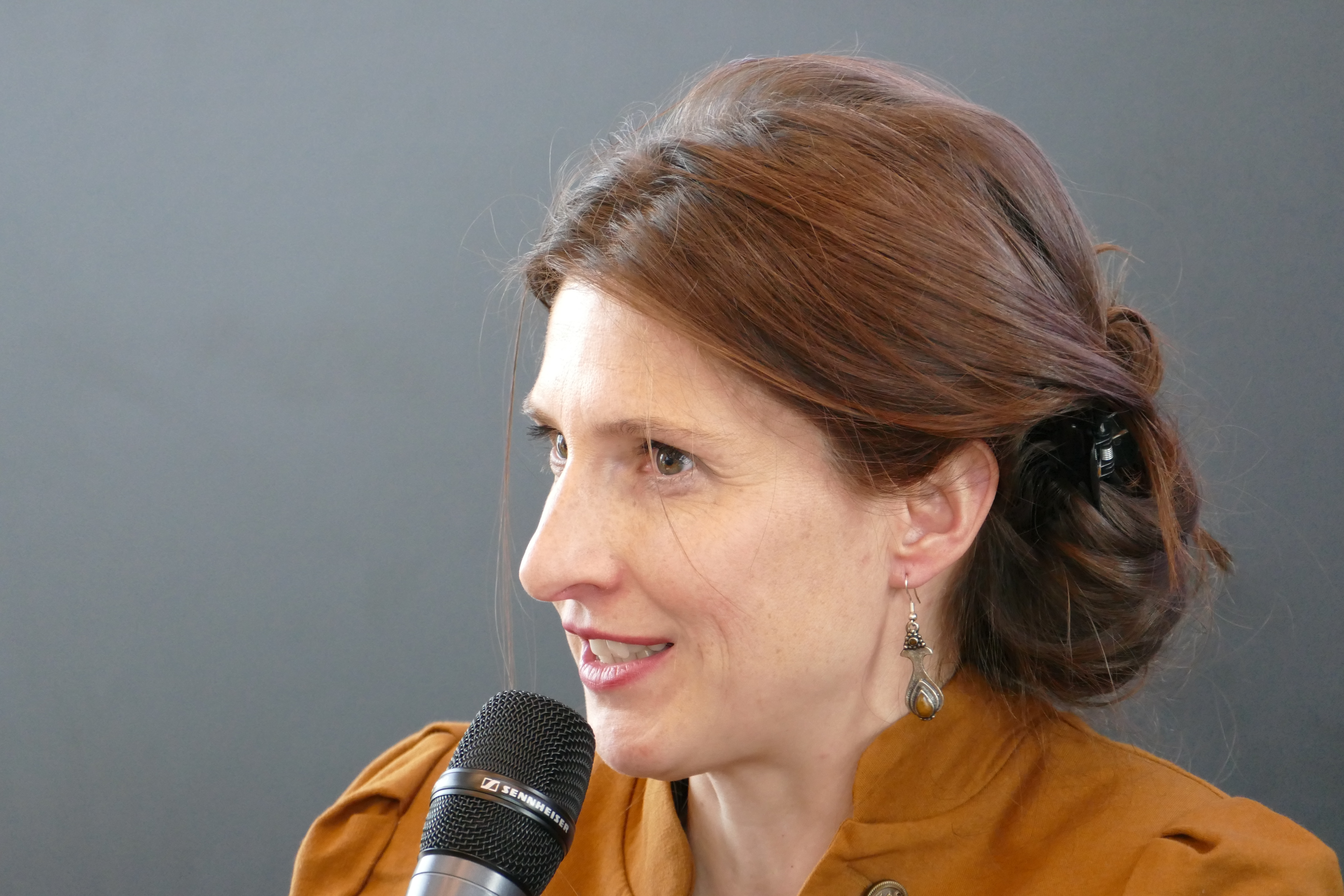
Daniela Danz bei einer Podiumsdiskussion 2019 in Frankfurt

Daniela Danz (* 5. September 1976 in Eisenach) ist eine deutsche Schriftstellerin.

## Leben und Werk
Daniela Danz studierte Kunstgeschichte und Germanistik in Tübingen (u. a. bei Paul Hoffmann), Prag, Berlin, Leipzig und Halle an der Saale und wurde über den „Krankenhauskirchenbau der Weimarer Republik“ promoviert. Von 2003 bis 2010 war sie als Kunstinventarisatorin für die Evangelische Kirche tätig. Von 2013 bis 2020 leitete Danz das Schillerhaus Rudolstadt. Seit 2021 leitet sie den Bundeswettbewerb „Demokratisch Handeln“. Von 2009 bis 2022 hatte sie Lehraufträge an den Universitäten Osnabrück und Hildesheim inne. Darüber hinaus übernahm sie zahlreiche Poetikdozenturen im In- und Ausland, darunter 2024 die Poetikprofessur in Bamberg. Im selben Jahr kuratierte sie das internationale Literaturfestival Poetica unter dem Titel „Nach der Natur – Imaginations of Nature Poetry“. Danz ist Vizepräsidentin der Akademie der Wissenschaften und der Literatur Mainz, Mitglied der Deutschen Stiftung für Sprache und Dichtung, der Bayerischen Akademie der Schönen Künste und der Sächsischen Akademie der Künste. Sie lebt mit ihrer Familie in Kranichfeld.
Die schriftstellerische Arbeit von Daniela Danz umfasst Lyrik, Prosa, Essayistik und Libretti. Einige ihrer Werke wurden vertont und in andere Sprachen übersetzt. Außerdem ist sie als Übersetzerin und Herausgeberin tätig. Ihre Lyrik setzt sich mit aktuellen gesellschaftspolitischen Themen vor dem Hintergrund historischer Stoffe und Formen auseinander, etwa den Epen Homers oder Ovids Metamorphosen und der späten Lyrik Hölderlins. Florian Illies bescheinigte Danz ein „Gespür für die drückende Präsenz der Geschichte“. Ihr vorletzter Gedichtband Wildniß thematisiert die Ambivalenz des heutigen Wildnisbegriffs in Hinsicht auf Natur und Gesellschaft, während ihr aktueller Gedichtband Portolan globale Warenströme, Meeresräume und das Verstricktsein darin poetisch reflektiert. In ihrem jüngsten Roman Lange Fluchten beschäftigt sich Danz mit einem mittelalterlichen Stoff, der Legende des heiligen Eustachius.
Danz arbeitet auch mit Komponisten zusammen, so als Librettistin für die Oper „Der Mordfall Halit Yozgat“ des Komponisten Ben Frost, basierend auf einer Recherche von Forensic Architecture über den neunten Mord der NSU-Mordserie. Zur Oper entstand noch vor der Uraufführung, die aufgrund der COVID-19-Pandemie verschoben werden musste, ein Film von Petter Ekmann und Trevor Tweeten, der auf Festivals gezeigt wurde. Die New York Times urteilte: „It is the grandest work in this year's festival“.

## Auszeichnungen
- 1995: Preisträgerin Treffen Junger Autoren
- 1997, 2000, 2001: Junges Literaturforum Hessen-Thüringen
- 2004: Arbeitsstipendium der Stiftung Kulturfonds
- 2005: Georg-Kaiser-Förderpreis für Literatur des Landes Sachsen-Anhalt
- 2005: Arbeitsstipendium des Deutschen Literaturfonds e. V.
- 2006: Hermann-Lenz-Stipendium
- 2008: Stipendium der Stiftung Niedersachsen
- 2009: Stipendium der Kulturstiftung Sachsen-Anhalt
- 2010: Stipendium des Else-Heiliger-Fonds
- 2012: Thüringer Literaturstipendium Harald Gerlach
- 2012: Tübinger Stadtschreiberin[4]
- 2013: Arbeitsstipendium des Deutschen Literaturfonds e. V.
- 2014: Rainer-Malkowski-Preis, gemeinsam mit Mirko Bonné
- 2016: Stipendium der Deutschen Akademie Rom Casa Baldi
- 2017: Writer in Residence der Queen Mary University of London
- 2018: Berliner Kunstpreis der Akademie der Künste Berlin
- 2019: Deutscher Preis für Nature Writing (gemeinsam mit Martina Kieninger)[5]
- 2020: Literaturpreis der A und A Kulturstiftung[6]
- 2021: Günter-Kunert-Literaturpreis für Lyrik[7]
- 2022: Lyrikpreis Orphil
- 2022: Deutscher Sprachpreis
- 2023: Thüringer Literaturpreis

## Mitgliedschaften
- seit 2015: Akademie der Wissenschaften und der Literatur Mainz[8]
- seit 2018: PEN Club Deutschland
- seit 2019: Jury der Deutschen Schillerstiftung von 1859
- seit 2022: Bayerische Akademie der Schönen Künste
- seit 2024: Sächsische Akademie der Künste
- seit 2025: Deutsche Akademie für Sprache und Dichtung

## Werke (Auswahl)

### Lyrik
- Portolan. Gedichte. Wallstein Verlag, Göttingen 2025, ISBN 978-3-8353-5908-6.
- Wildniß. Gedichte. Wallstein Verlag, Göttingen 2020, ISBN 978-3-8353-3833-3.
- V. Gedichte. Wallstein Verlag, Göttingen 2014, ISBN 978-3-8353-1377-4.
- Pontus. Gedichte. 4. Aufl., Wallstein Verlag, Göttingen 2009, ISBN 978-3-8353-0476-5. Übersetzungen u. a. ins Arabische (2010).
- Serimunt. Gedichte. Wartburg Verlag, Weimar 2004, ISBN 3-86160-314-4.

### Prosa
- Lange Fluchten. Roman. Wallstein Verlag, Göttingen 2016, ISBN 978-3-8353-1841-0.
- Türmer. Roman. Neuaufl. Wallstein Verlag, Göttingen 2006, ISBN 978-3-8353-0666-0.
- Arachne. Literarische Gesellschaft Thüringen e. V., Weimar 2002, ISBN 3-936305-02-1.

### Essays
- Nichts ersetzt den Blick ins Gelände. Essays. Wallstein Verlag, Göttingen 2023, ISBN 978-3-8353-5412-8.
- Kottwitz und die Innere Führung. In: die horen. Zeitschrift für Literatur, Kunst und Kritik 3/2011.
- Treffen. Poetiken der Gegenwart. Hrsg.: Martin Bruch. Hildesheim 2008.
- 15 Jahre deutsche Einheit. Briefwechsel mit Tilman Rammstedt. Im Kölner Stadt-Anzeiger, 15. Oktober bis 19. November 2005.
- Das philosophische Licht um mein Fenster. Über Friedrich Hölderlin. Hrsg. Ursula Haeusgen, Holger Pils. Reihe Zwiesprachen der Stiftung Lyrik Kabinett. Wunderhorn, Heidelberg 2016. ISBN 978-3-88423-530-0.

### Wissenschaftliche Publikationen
- Das wirkliche Leben und das Ideal – Ein Blick aus den Augen der Dinge auf Schillers Werkumfeld. In: Wie danke ich Ihnen für Ihr Andenken – Idee und Alltag in Friedrich Schillers Rudolstädter Umfeld. Hrsg.: Daniela Danz und Lutz Unbehaun. Thüringer Landesmuseum Heidecksburg. Rudolstadt 2018. S. 35–46.
- Ein Leben als Werk – zur Biografie Volkmar Kühns. In: Volkmar Kühn. Skulpturale Bildwelten. Hrsg.: Lutz Unbehaun. Thüringer Landesmuseum Heidecksburg. Rudolstadt 2017.
- Zuflucht der Widersprüche. Notizen zum Mythischen in Franz Fühmanns Poetik. In: Ins Innere. Annäherungen an Franz Fühmann. Hrsg.: Peter Braun, Martin Straub. Wallstein Verlag. Göttingen 2016, S. 119–123.
- Herzpunkt der Anlage. Der Krankenhauskirchenbau der Weimarer Republik. Dissertation. Wallstein Verlag, Göttingen 2015, ISBN 978-3-8353-1681-2.
- Beitrag. In: "Über 'Die Sonette an Orpheus' von Rilke". Wallstein Verlag, Göttingen 2016, ISBN 978-3-8353-1701-7.
- VT CVLTV VT LVCTV. Baugeschichte und Grabmaltypologie des Buttstädter Gottesackers. In: Der Alte Friedhof in Buttstädt. Arbeitshefte des Thüringischen Landesamtes für Denkmalpflege. Bd. 11. E. Reinhold Verlag, Altenburg 2004, S. 9–20, S. 44–84.
- Eingebunden in das Bündel des Lebens. Ein Gang durch die Kunstgeschichte der Mühringer Grabsteine. In: Gräber im Wald – Lebensspuren auf dem jüdischen Friedhof in Mühringen. Theiss Verlag, Stuttgart 2003, S. 208–217.

### Herausgeberschaften
- Nach der Natur – Imaginations of Nature Poetry. Günter Blamberger, Daniela Danz und Michaela Predeick (Hg.) konkursbuch, Köln 2024, ISBN 978-3887699871.
- Das persische Europa. Kontinentaldrift. Ali Abdollahi und Daniela Danz (Hg.) Verlag Das Wunderhorn, Heidelberg 2021, ISBN 978-3-88423-657-4.
- Das wirkliche Leben und das Ideal – Ein Blick aus den Augen der Dinge auf Schillers Werkumfeld. In: Wie danke ich Ihnen für Ihr Andenken – Idee und Alltag in Friedrich Schillers Rudolstädter Umfeld. Hg. von Daniela Danz und Lutz Unbehaun. Thüringer Landesmuseum Heidecksburg, Rudolstadt 2018, S. 35–46, ISBN 978-3947272082.

### Übersetzungen und Nachdichtungen
- Yoko Tawada, Marion Poschmann (Hg.): Eine raffinierte Grenze aus Licht. Japanische Dichtung der Gegenwart. Wallstein Verlag, Göttingen 2023, ISBN 978-3835354326.
- Ali Abdollahi: Wetterumschlag. Gedichte. Secession Verlag, Berlin 2021, ISBN 978-3907336106.
- Hans Thill, Sigrid Rieuwerts (Hg.): Unter der dünnen Mondsichel. Gedichte aus Schottland. Verlag Das Wunderhorn, Heidelberg 2020, ISBN 9783884236321.
- Aurélie Maurin, Thomas Wohlfahrt (Hg.): VERSSchmuggel – Poesie aus dem Iran und Deutschland. Verlag Das Wunderhorn, Heidelberg 2017, ISBN 978-3-88423-564-5.
- Aurélie Maurin, Thomas Wohlfahrt (Hg.): VERSschmuggel / Поэтическая диВЕРСия. Poesie aus Russland und Deutschland. Verlag Das Wunderhorn, Heidelberg 2016, ISBN 978-3-88423-524-9.
- Martin Wälde (Hg.): Poets translating poets. VERSSchmuggel mit Südasien. Draupadi Verlag, Heidelberg 2016, ISBN 978-3945191118.

### Kinderliteratur
- Zaubersprüche und Sachsenspiegel. In: Lesebuch für Schüler der Sekundarstufen. Mitteldeutscher Verlag Halle 2010.
- Eulenblumen und Pustespiegel. Geschichten und Gedichte für Kinder im Vorschul- und Grundschulalter. Mitteldeutscher Verlag Halle 2009.

### Sonstiges
- Nicht hier, nicht dort – vielleicht zu einer anderen Zeit. Graphic Novel mit Bildern von Carsten Weitzmann. In: Die Fliege in der Zeit. Bauhaus Graphic Shorts. Hg.: Stefan Petermann. Weimar 2019.
- im land da wo wir blutrot sind. Ein poetisches Hörstück zu Daniela Danz (Regie und Produktion: Alban Nicolai Herbst). WDR Köln 2010.

### Libretto
- Der Mordfall Halit Yozgat. Oper von Ben Frost mit Libretto von Daniela Danz. Uraufführung am Staatstheater Hannover: 17. April 2020.
- Archiv der Stimmen – Ein Stück Schnur, zu nichts zu gebrauchen. Kurzoper mit Musik von Oxana Omelchuk, Libretto: Daniela Danz. Uraufführung: Theater Heidelberg, 21. Mai 2023.